# NGC 7352
NGC 7352 ist ein Asterismus im Sternbild Cepheus. Er wurde am 24. September 1829 von John Herschel entdeckt.